# 타 모코

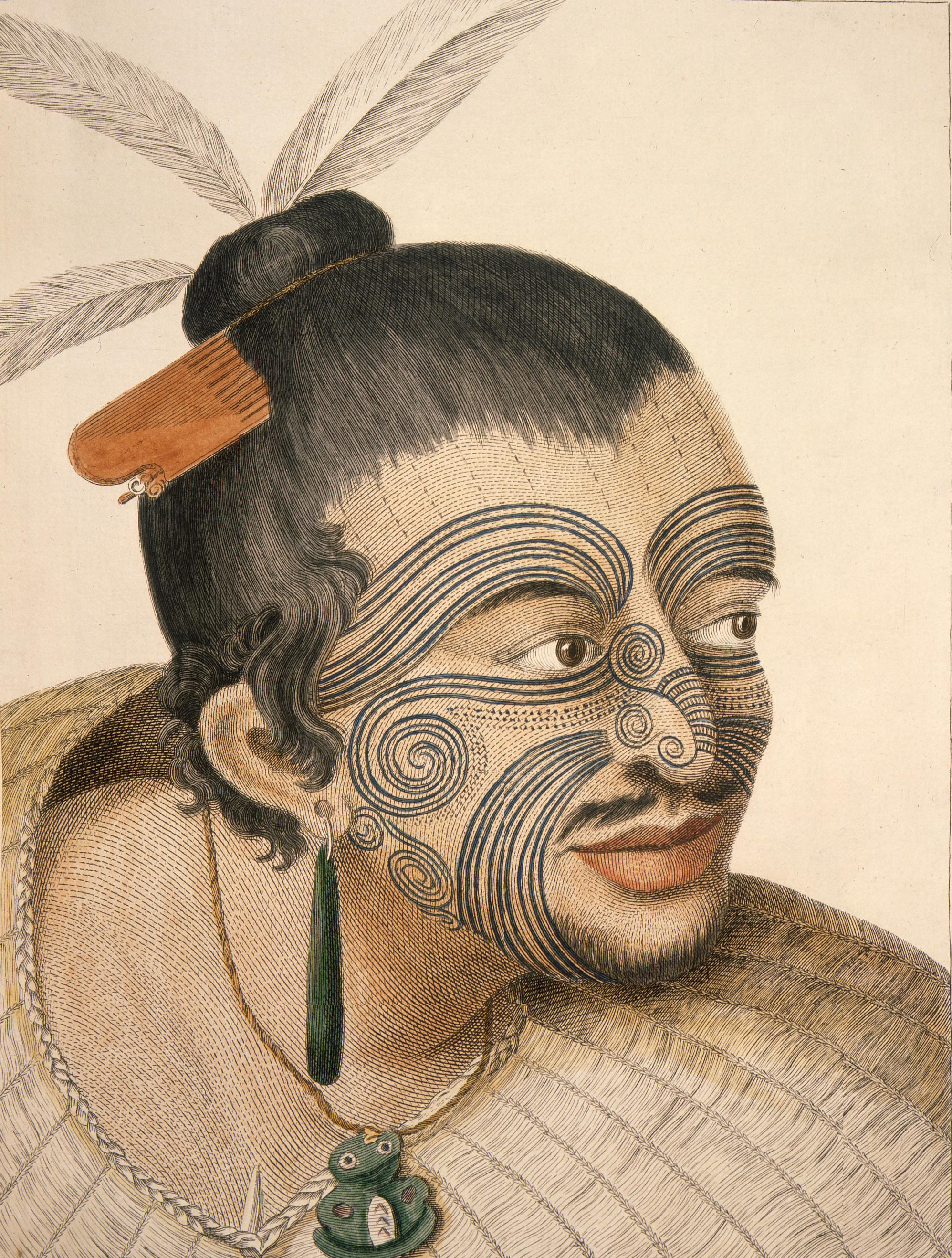
타 모코를 한 마오리 족장

타 모코(Tā moko)는 뉴질랜드의 토착민 마오리족이 전통적으로 몸에 하는 영구적인 표시 또는 문신이다. 문신 예술은 마오리족의 고향 동부 폴리네시아에서 흔히 볼 수 있으며 사용되는 전통적인 도구와 방법은 폴리네시아의 다른 지역에서 도구와 방법과도 유사하다.